# Ermentaire de Noirmoutier

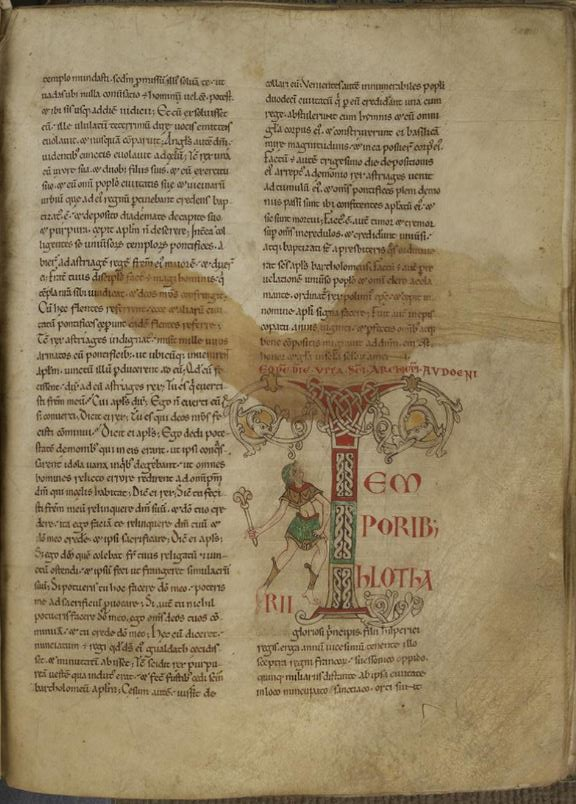
Vita sancti Filiberti, Le Mans, Bibliothèque municipale, ms 0227, folio 122v - 123, document en Latin, 11e s.-12e s.

Ermentaire de Noirmoutier, également appelé Ermentarius Tornusiensis, était un moine, chroniqueur et historien de l'abbaye de Saint-Philibert de Tournus. Il a écrit une chronique en prose, De translationibus et miraculis sancti Filiberti. Celle-ci narre les péripéties de sa communauté qui doit, à la suite des toutes premières invasions Vikings sur le territoire des francs, quitter l'île bretonne de Noirmoutier et trouver refuge à plusieurs endroits de Francie. Sa communauté s'installe finalement à Tournus dès 875, après la mort de l'auteur. Le récit est cadré autour du transfert des reliques (translation) du moine de son abbaye saint Philibert de Jumièges, et les miracles qu'il a accomplis sur l'abbaye du même nom.
Ermentaire était moine au service de Hilbod, abbé de l'île de Noirmoutier (et de sa communauté en exil autour de 826). À cette époque, les moines avaient commencé la construction d'un nouveau monastère sur un domaine qui portait le nom de Déas, à l’abri des raids Vikings qui sévissaient sur le littoral. Ce monastère construit sous l’impulsion du prédécesseur d'Hilbod, Arnoul, deviendra l'Abbaye de Saint-Philbert-de-Grand-Lieu. 
En 839 environ, Ermentaire écrit sa première œuvre, la Vita sancti Filiberti, qui relate la vie de saint Philibert et se base sur une version du septième siècle. En 847, les moines ont quitté le domaine de Déas au profit de Cunault. En 862, ils ont abandonné Cunault pour Messay, en Aquitaine, où des reliques de Philibert leur font suite le 1er mai. Ce fut l'occasion pour Ermentaire d'écrire De translationibus. Lorsque l'abbé Hilbod décède en 847, il est remplacé pour un court laps de temps par un Ermentaire. Malheureusement, il est difficile, faute de sources, de savoir si l'abbé est l'Ermentaire qui nous intéresse ici. L'hagiographe et historien meurt au milieu des années 860.
Ermentaire est une source importante pour la compréhension des premières invasions Vikings sur l'Europe continentale puisqu'il relate leurs attaques à l'encontre de son monastère en 799 et son exil pour leur échapper. Selon ses écrits, plus de 819 moines auraient été contraints de passer l'été sur le continent en raison des raids Vikings. En 836, la communauté monastique quitte l'île pour un temps et par pour un temps à l'intérieur des terres. En 843, les Vikings occupent Noirmoutier et en font une base qu'ils gardent une année entière. Le récit d'Ermentaire est très précieux, mais requiert nécessairement une approche critique.